# Lujani
Lujani (en ucraïnès Лужани i en rus Лужаны) és una vila de la província de Txernivtsí, Ucraïna. El 2020 tenia 4.859 habitants.